# 沈奎 (嘉靖己未進士)
沈奎（1525年—？），字文叔，號剑南，直隸常州府江陰縣人，民籍，明朝政治人物。

## 生平
嘉靖二十五年（1546年）丙午科應天府鄉試第九十三名舉人。嘉靖三十八年（1559年）中式己未科會試第一百四十名，二甲第五十三名進士。授户部主事，历督饷淮南，尋乞求回乡侍奉母亲。母亲喪期過後起复，升河南司郎中，隆慶五年（1571年）十一月升浙江按察司佥事，萬曆二年（1574年）二月升江西布政司參議。

## 家族
曾祖沈信；祖父沈厚；父沈元，母袁氏。慈侍下。兄沈問（省祭官）。